# نيت إرفينغ
نيت إرفينغ (بالإنجليزية: Nate Irving)‏ هو لاعب كرة قدم أمريكية أمريكي، ولد في 12 يوليو 1988.

## وصلات خارجية
- نيت إرفينغ على موقع مرجع كرة القدم المحترفة.كوم (الإنجليزية)